# Victoria Schmidt
Victoria Schmidt es una actriz de teatro, cine y televisión de Nueva Zelanda. Es más conocida por su papel de Aaliyah en Sione's Wedding (2006). También es dramaturga.

## Biografía
Schmidt nació y creció en el sur de Auckland, Nueva Zelanda y es de ascendencia samoana. Sus padres son los inmigrantes samoanos Fred Bismarck Schmidt y Agnes Schmidt (de soltera Wright). Se graduó en 2007 con una Licenciatura en Artes Escénicas y Cinematográficas del Instituto Tecnológico Unitec de Auckland.
Ha aparecido en Sione's Wedding, Running With The Bulls, Othello Polynesia, Tautai y The Factory. Su primera obra de larga duración producida profesionalmente fue Music and Me, que se presentó en el Mangere Arts Center en 2012. Ella escribió y apareció en la obra.

## Vida personal
Schmidt reside en los Estados Unidos y divide su tiempo entre Los Ángeles, California y New Hampshire. También es sobrina del culturista profesional samoano y ex Masters Olympia de 1995 Sonny Schmidt y sobrina nieta del exministro de Trabajo de Samoa; Polataivao Fosi Schmidt.